# Promise (canção de Ciara)
"Promise" é um single no ritmo R&B gravado pela cantora norte-americana Ciara em 2006. Foi composto para seu segundo álbum de estúdio, Ciara: The Evolution.

## Formatos
Estes são os formatos do single Promise, de Ciara:
- iTunes North America digital download #1

1. "Promise" (Versão principal)
- iTunes North America digital download #2

1. "Promise" (Go and Get Your Tickets - Mix)
- Promotional CD

1. "Promise" (principal)
2. "Promise" (Instrumental)
3. "Promise" (Call Out Research Hook nº1)
4. "Promise" (Call Out Research Hook nº2)

## Desempenho nas paradas
| Top (2006/2007)                                       | Melhor posição |
| ----------------------------------------------------- | -------------- |
| Estados Unidos - Billboard Hot 100                    | 11             |
| Estados Unidos - Billboard Pop 100                    | 40             |
| Estados Unidos - Billboard Top Canções de Hip-Hop/R&B | 1              |
| United World Chart                                    | 28             |